# Campiglossa freidbergi
Campiglossa freidbergi är en tvåvingeart som beskrevs av Merz 2000. Campiglossa freidbergi ingår i släktet Campiglossa och familjen borrflugor.
Artens utbredningsområde är Spanien. Inga underarter finns listade.